# Hydrosaurus pustulatus
Hydrosaurus pustulatus és una espècie de sauròpsid (rèptil) escatós de la família dels agàmids endèmica de les Filipines.